# Champ libre (album)
Pour les articles homonymes, voir champ libre (homonymie).
 (juillet 2018).
Albums de La Tordue
En vie
(2001)
Champ libre est le quatrième et dernier album studio de La Tordue, sorti en 2002. Après quoi le groupe se sépare.

## Liste des titres
| No  | Titre               | Durée |
| --- | ------------------- | ----- |
| 1.  | L'Heureux Mix       | 3:55  |
| 2.  | Une chanson         | 3:24  |
| 3.  | Parano y a          | 3:14  |
| 4.  | La vie c'est dingue | 4:21  |
| 5.  | La Muerte           | 3:31  |
| 6.  | Cap'tain Naimo      | 3:32  |
| 7.  | Compte-in           | 2:31  |
| 8.  | Is god a dog        | 3:29  |
| 9.  | Le Zèle des îles    | 3:08  |
| 10. | Contre vous         | 3:45  |
| 11. | Je tombe            | 3:12  |
| 12. | Le Pétrin           | 7:48  |

## Critique
- Critique des Inrocks.